# Convent de Sant Francesc de Girona
El Convent de Sant Francesc d'Assís fou un convent franciscà a la ciutat de Girona, les poques restes que en queden estan protegides com a bé cultural d'interès nacional. De l'antic convent de Sant Francesc, l'església del qual fou consagrada el 1368, en resten només uns quants arcs del claustre gòtic, integrats en construccions posteriors de l'avinguda de Sant Francesc i del carrer Nou de Girona. Alguns dels arcs són visibles gràcies a la cura dels propietaris d'alguns establiments comercials, que els han incorporat en llurs locals.
En resten també alguns elements dispersos, traslladats de lloc: a la casa Solterra, seu dels Servei Territorials de Cultura de la Generalitat de Catalunya, al carrer dels Ciutadans, i quatre arcades més a l'atri de l'església de s'Agaró. Presumiblement, aquestes peces provenen de l'antic claustre del convent de Sant Francesc, situat al c/ Nou de Girona i que amb el procés d'obertura del carrer i la desamortització fou enderrocat totalment.

## Activitat
La fundació d'aquest convent data del primer quart del segle xiii, creixent gradualment en importància. Al segle xiv es reedificà el temple, que fou consagrat pel bisbe de Girona Ènnec de Vallterra el 4 de juny de 1368. El 1666 el papa Alexandre VII incorporà aquest temple al de Sant Joan del Laterà, concedint-li les mateixes indulgències.
Quan els observants se separaren dels claustrals, aquests conservaren el convent de Girona on restaren fins a l'any 1566, en que el Papa Pius V posà el convent en possessió dels observants.
A la biblioteca en l'època que Villanueva visità el convent a principis del XIX, hi havia alguns llibres castellans rars del segle xvi i algunes edicions d'incunables del XV entre els que figuren un De proprietatibus rerum de Bartholomeus Anglicus imprès el 1482 a Verona, les Etimologies de sant Isidor (París, 1499), el Modus Vivendi de Sant Bernat ad Sororem (1482), el Mammotrectus super Bibliam de Johannes Marchesinus (1489, Nuremberg), les Epístoles Familiars de Ciceró (1481), la col·lecció d'obres de Sant Jeroni (1477), la primera part de la Summa Theologica de Sant Tomàs d'Aquino de 1477. També hi havia diversos manuscrits del segle xiii i molts pergamins que havien estat traslladats al Convent del Remei de Vic en època de Barraquer.
La comunitat a principis del segle xix era d'una setantena de frares entre professos i novicis, nombre estable el 1830, poc abans de l'exclaustració, en què es comptaven vint-i-cinc preveres, set coristes estudiants de teologia, vuit de filosofia, deu llecs, vuit novicis i tres donats, en total seixanta-un.

## Arquitectura

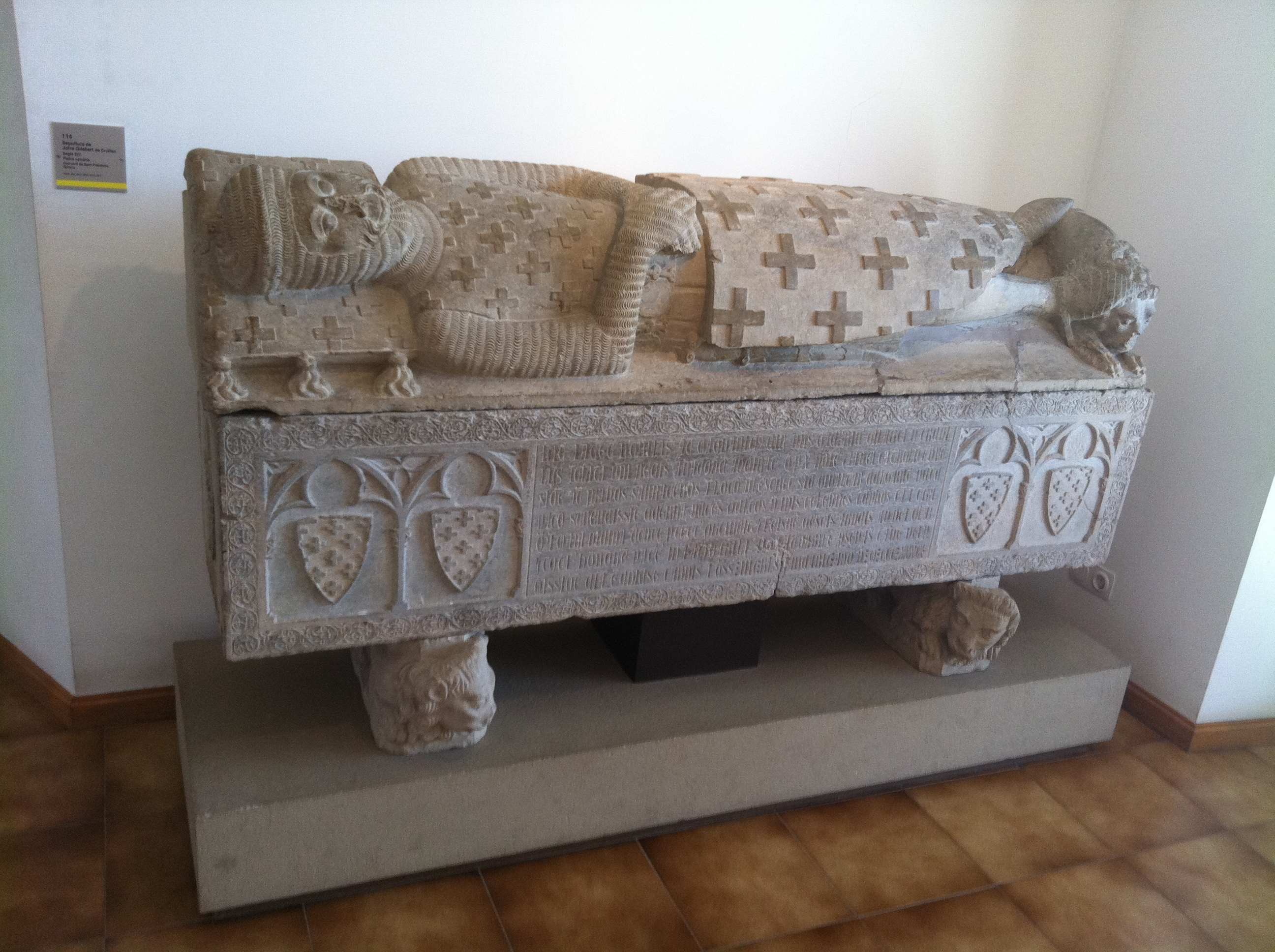
Sarcòfag esculpit de Jofre Gilabert de Cruïlles avui dia exposat al Museu d'Art de Girona procedent del Convent de Sant Francesc

Constava d'una sola nau gòtica amb diverses capelles laterals no comunicades entre elles, amb la del Santíssim darrere l'altar major. Disposava d'un retaule d'estil barroc revestit de corbes i volutes. en el pis baix hi tenia dues portes a cada costat. En el segon nivell hi havia un gran nínxol central amb tres columnes a cada costat guarnides de fulles i garlandes, contenint el nínxol la imatge de Sant Francesc d'Assís i altres dos sants als intercolumnis. El tercer pis només constava d'un nínxol amb la Puríssima. també hi havia alguns altres retaules laterals.
A la sagristia hi havia dos busts de santes màrtirs un de santa Odília i l'altra de Santa Narsària dels onze mil Màrtirs de Santa Úrsula. Contenien relíquies que la reina Elisenda muller de Jaume el Just regalà a l'església l'any 1357 que foren retirades després de la Guerra del Francès, quan els francesos les obriren per treure'n la plata.
Al temple s'hi accedia per tres portes. La principal al frontis, la del costat de l'Epístola, que mirava al nord, i la de l'Evangeli, que sortia al claustre. Dues d'aquestes portes foren instal·lades al Museu Provincial d'Antiguitats de Girona.
Disposava també d'un gran orgue i un gran ossari gòtic, que es conservava en temps de G. Barraquer al Museu Provincial d'Antiguitats.
A l'est del temple hi havia un ampli claustre d'uns deu metres de costat. La galeria lluïa un sostre enteixinat i estava formada per arcs ogivals, recolzats en esveltes columnes de secció quadrilobada, proveïdes de senzills capitells i bases, semblants a criteri de G. Barraquer als del claustre de Santa Anna de Barcelona. En època de Barraquer quedaven cinc arcs visibles des de la casa del núm. 5 del c. Isabel II. El mur recolzat sobre els arcs era de carreus escairats. En l'època de Barraquer s'hi havia instal·lat una font amb una gran creu bastida sobre l'antic pou del claustre. El pis alt del claustre tenia també galeria formada per toscos arcs ogivals recolzats sobre columnes de secció octogonal. En aquest claustre hi havia una capella que tenia una escultura d'alabastre de la Verge Maria prenyada d'estil gòtic. Aquest altar tenia fundada una missa diària.
A l'església i al claustre hi havia diversos sepulcres i inscripcions. A la capella de Sant Martí hi havia un sepulcre de pedra de Jofre Gilabert de Cruïlles, gran almirall de l'exèrcit del Rei d'Aragó, que morí durant l'expedició feta contra els moros de Gibraltar el 1339. Davant d'aquesta n'hi havia un altre del fill de Jofre que morí durant el setge d'Alguer a Sardenya el 1354. Una notable inscripció bilingüe a la capella que servia per a les reunions del capítol:
| « | Seyer A. Rafart en la tomba present soterrat aporta de la Ciutat de Napols los lopins primerament en aquest Bisbat, de la qual cosa ses seguit gran profit á tota la comunitat. Requiescat in pace ejus anima per secula cucta. Amen Fo dels lopins la sement V migeres solament. | » |

A l'oest del temple hi havia l'edifici del refectori perpendicular a l'eix de l'església. La sala coberta amb arcs ogivals, era de planta rectangular de 40x80 passes amb un sostre alt cobert per una volta apuntada dividida en vuit compartiments amb sengles llunetes als extrems d'aquests. A G. Roviralta li recordà les grans sales de l'Hospital de la Santa Creu de Barcelona.
Per darrere el convent s'hi estenien els horts delimitant l'extensió dels edificis i horts la fàbrica la Gerundense pel nord, per l'est tocant a l'Onyar fins a la penúltima casa del carrer d'Isabel II; pel sud fins a la pça. del Gra, oficialment dita de Sant Francesc; i per l'oest fins al carrer de la Indústria. Travessaven els terrenys conventuals el canal i els tres salts d'aigua que proveïen de força hidràulica les fàbriques la Gerundense, de Bosch (dita popularment Can Barrau) i la de Planas.